# Nona (orgelstämma)
Nona är en orgelstämma av typen alikvotstämma som vanligen är 1 7⁄9´, 8⁄9´ och 4⁄9´. Stämman tillhör kategorin labialstämmor.